# Silautiya
Silautiya – gaun wikas samiti w zachodniej części Nepalu w strefie Lumbini w dystrykcie Rupandehi. Według nepalskiego spisu powszechnego z 2001 roku liczył on 1196 gospodarstw domowych i 7858 mieszkańców (3786 kobiet i 4072 mężczyzn).